# Benamocarra
Benamocarra è un comune spagnolo di 2 825 abitanti situato nella comunità autonoma dell'Andalusia.